# Henrik Klasson (Djäkn)

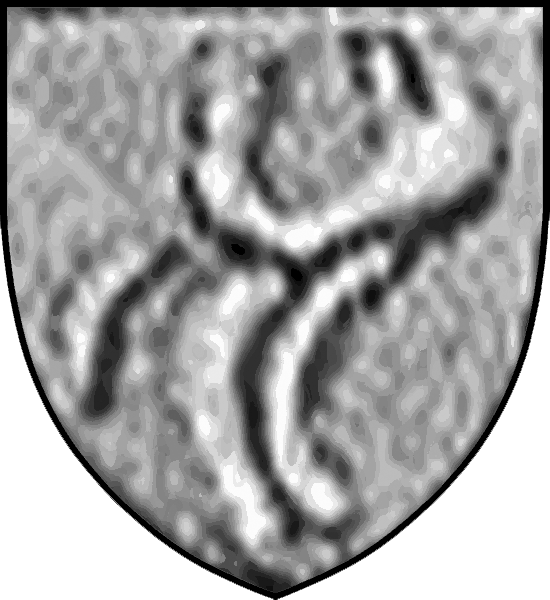
Vapensköld för Henrik Klasson Djäkn

Henrik Klasson (Djäkn), född ca 1405, död 1458, var en svensk riddare, hövitsman, magister, lagman och riksråd.

## Biografi
Man antar att Henrik Klausson är identisk med den Henricus Nicolai från Åbo stift som 1427 blev baccalaureus och 1428 magister vid Paris universitet. Det är möjligt att han var avsedd för prästbanan men att planerna senare ändrades. I hemlandet nämns han första gången i januari 1435 och då vid faderns dödsbädd i Åbo. Han övertog av fadern uppgiften som hövitsman på Åbo slott, sannolikt för att säkra arvingarnas fordringar på kronan. Detta tycks ha välsignats av kung Erik av Pommern som vid sitt försoningsmöte med det svenska rådet i oktober 1435 beviljade Henrik frälse på ett av faderns köpegods. Som slottsfogde på Åbo nämns han ännu i maj 1436. På hösten måste Henrik dock som andra av kung Eriks slottshövdingar överlämna sina slott till rådet. I onåd hos den nya regimen var han inte eftersom han i sammanhanget beviljades frälse på nya gods av rådet. Efter det var han en tid borta från det politiska livet men utsågs i mars 1441 av riksföreståndaren Karl Knutsson till häradshövding i Nedre Satakunta. Som sådan nämns han ännu sommaren 1447. Vid kung Kristoffer av Bayerns kröning i september 1441 slogs han också till riddare. Efter att Karl Knutsson på sommaren 1448 hade krönts till kung utsågs Henrik till lagman i Norrfinne lagsaga. Som lagman satt han själv ting men det är inte känt om han alltjämt verkade som häradshövding. Henrik var kroppsligt bräcklig för han gjorde sitt första testamente redan år 1445 och uppgav sig år 1449 vara sjuklig.
År 1450 fick Henrik Klasson till uppgift att tillsammans med biskopen i Åbo, slottshövitsmannen på Tavastehus och lagmannen i Söderfinne lagsaga bestämma gengärdens storlek i Finland. På sommaren samma år vid riksmötet i Arboga anslöt han sig till rådsoppositionen mot kung Karl. Detta förde inte Henrik i konflikt med kungen och han sändes följande år till Novgorod för att förhandla om fred, vilken slöts på nio år. Karls förtroende för Henrik fanns kvar ännu 1457 då han själv hade gått i landsflykt men begärde att en nämnd skulle tillsättas för att slita tvisten mellan honom och de upproriska i Sverige. Som medlemmar i nämnden skulle bland andra båda lagmännen i Finland ingå. Vid det laget hade dock pendeln svängt till förmån för en ny unionsmonark, som denna gång var Kristian I av Oldenburg. Han kom i juni 1457 till Stockholm och sände en särskild flotta till Finland för att undvika krav på att de finska ombuden skulle delta i kungavalet i Sverige. Den finska biskopen och de två finska lagmännen fann sig i detta. Som medlem av riksrådet kan Henrik säkert beläggas först år 1457. Han var också medlem av Heliga tre konungars brödraskap i Åbo. Han nämns sista gången som lagman i mars 1458 och avled på sommaren samma år. Han begravdes i Helga lekamens kor i Åbo domkyrka.

## Familj
Henrik var son till slottshövdingen Klas Lydekesson Djäkn och Kristina Jönsdotter, dotter till riksrådet Jöns Andersson (Garp).
Henrik var gift ca 1438 med Lucia Olofsdotter (Skelge), född senast 1417 och dotter till väpnaren Olof Skelge och Kristina Rötkersdotter (av den s.k. Ingessönernas Djäkn-släkt). Den avgörande donationen för Nådendals klosters tillkomst var då paret 1442 skänkte Ailos i Nådendal till klostret, där det också byggdes. Lucia blev som änka abbedissa i Nådendals kloster och dog mellan 1490 och 1498. Eftersom Henrik och Lucia var barnlösa skänkte de stora mängder av jordagods till klostret.
Henriks sätesgård var till en början Nynäs i Nousis men senare Kaskis i Mietois.

## Sigill
Henrik Klasson använde först ett sigill med ett fågelhuvud och en hand över böjda linjer, påminnande om veckfallet i en dräkt. Senare använde han ett sigill med en knäböjande gestalt med örnhuvud.